# Campionati del mondo di ciclismo su strada 1930
I Campionati del mondo di ciclismo su strada 1930 si disputarono a Liegi in Belgio il 30 agosto 1930.
Furono assegnati due titoli:
- Prova in linea Uomini Dilettanti, gara di 194,000 km
- Prova in linea Uomini Professionisti, gara di 210,000 km

## Storia

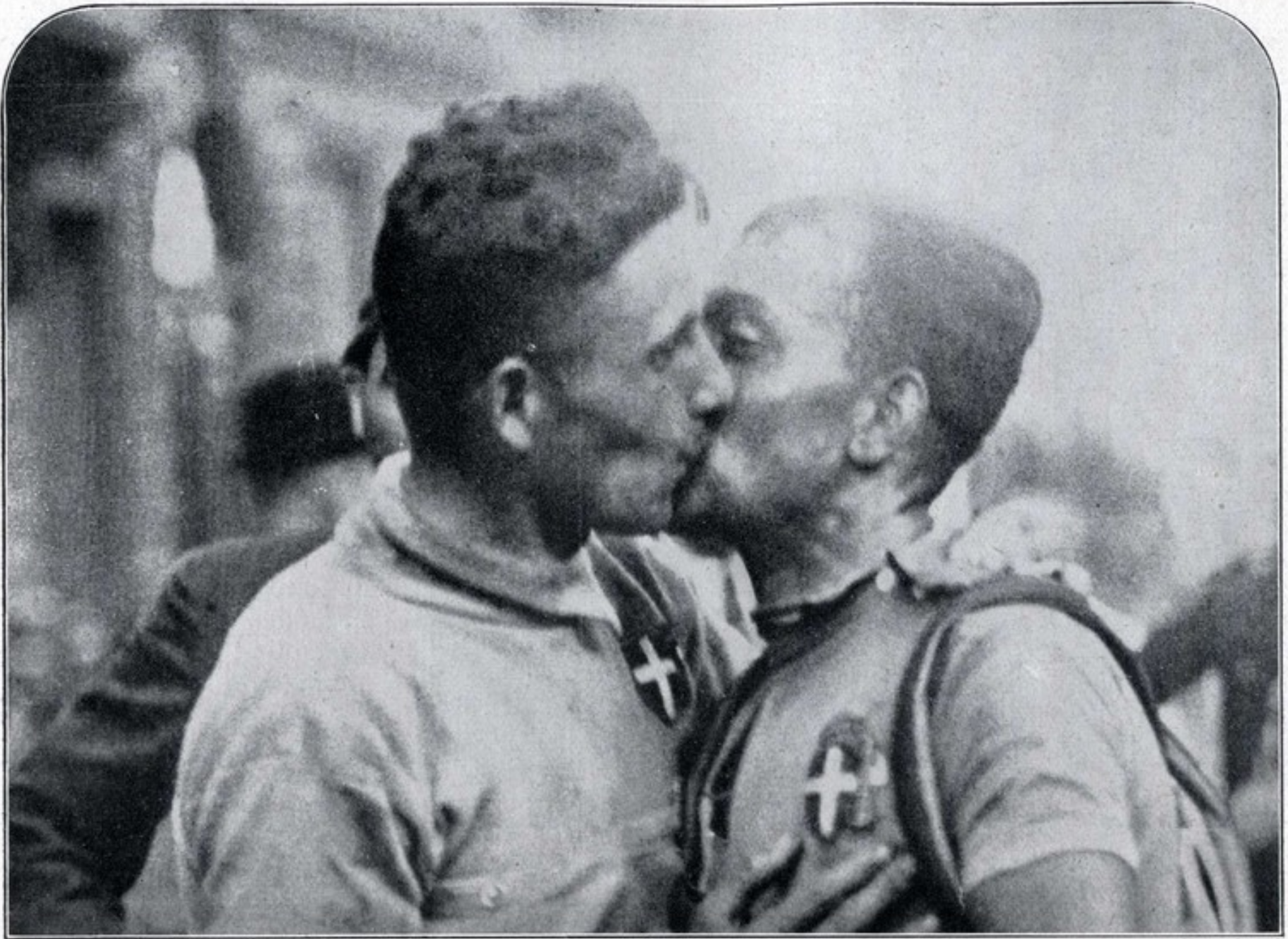
Alfredo Binda e Allegro Grandi si baciano dopo la vittoria.

L'edizione del 1930 si corse nella patria del due volte iridato Georges Ronsse, considerato il principale favorito alla vittoria finale. Furono ancora i portacolori della selezione italiana (composta da Alfredo Binda, Learco Guerra e Allegro Grandi) a fare la corsa, in particolare nella seconda metà, dopo che Binda ebbe superato i problemi di inizio gara (un'indisposizione di stomaco, una foratura e una caduta). Fu lo stesso Binda ad attaccare, staccando tutti gli avversari compreso il compagno Guerra, ma fu recuperato lungo la discesa successiva da Ronsse, Kurt Stöpel e Guerra. Arrivati sul traguardo in quattro, Guerra tirò la volata a Binda, portandolo alla vittoria e terminando lui stesso secondo. Terzo si classificò l'atleta di casa Ronsse che, dopo quattro mondiali, aveva lo stesso palmarès di Binda con due ori e un bronzo. Dei ventisei partiti, in diciassette arrivarono al traguardo.
Per la terza volta consecutiva la prova dilettanti fu dominata dall'Italia, con Giuseppe Martano medaglia d'oro e Eugenio Gestri argento.

## Medagliere
| Pos.   | Nazione  | Oro | Argento | Bronzo | Totale |
| ------ | -------- | --- | ------- | ------ | ------ |
| 1      | Italia   | 2   | 2       | 0      | 4      |
| 2      | Belgio   | 0   | 0       | 1      | 1      |
| 3      | Germania | 0   | 0       | 1      | 1      |
| Totale | Totale   | 2   | 2       | 2      | 6      |

## Sommario degli eventi
| Eventi                 | Oro                     | Tempo                      | Argento               | Tempo | Bronzo                 | Tempo |
| Uomini Professionisti  |                         |                            |                       |       |                        |       |
| Gara in linea dettagli | Alfredo Binda Italia    | 7h30'45" Media 27,953 km/h | Learco Guerra Italia  | s.t.  | Georges Ronsse Belgio  | s.t.  |
| Uomini Dilettanti      |                         |                            |                       |       |                        |       |
| Gara in linea dettagli | Giuseppe Martano Italia | 7h05'35"                   | Eugenio Gestri Italia | ?     | Rudolph Risch Germania | ?     |